# Liste der Bodendenkmäler in Kirchberg (Oberbayern)
Auf dieser Seite sind die Bodendenkmäler in der oberbayerischen Gemeinde Kirchberg zusammengestellt. Diese Tabelle ist eine Teilliste der Liste der Bodendenkmäler in Bayern. Grundlage ist die Bayerische Denkmalliste, die auf Basis des Bayerischen Denkmalschutzgesetzes vom 1. Oktober 1973 erstmals erstellt wurde und seither durch das Bayerische Landesamt für Denkmalpflege geführt wird. Die folgenden Angaben ersetzen nicht die rechtsverbindliche Auskunft der Denkmalschutzbehörde.

## Bodendenkmäler in Kirchberg
| Lage                            | Objekt                                                                                                   | Akten-Nr.     | Bild |
| ------------------------------- | --- | ------------- | ---- |
| (Standort)                      | Verebnete Viereckschanze der späten Latènezeit sowie Siedlung vor- und frühgeschichtlicher Zeitstellung. | D-1-7538-0016 |      |
| (Standort)                      | Untertägige mittelalterliche und frühneuzeitliche Befunde im Bereich der Kath. Filialkirche              | D-1-7538-0406 |      |
| (Standort)                      | Untertägige mittelalterliche und frühneuzeitliche Befunde im Bereich der Kath. Pfarrkirche               | D-1-7538-0411 |      |
| (Standort)                      | Untertägige mittelalterliche und frühneuzeitliche Befunde im Bereich der Kath. Pfarrkirche               | D-1-7538-0425 |      |
| (Standort)                      | Verebnete Viereckschanze der späten Latènezeit.                                                          | D-1-7638-0014 |      |
| Wartenberg, Auerbach (Standort) | Ringwall mit vorgelagerter Abschnittsbefestigung des frühen Mittelalters.                                | D-1-7638-0023 |      |